# Leopoldo Salcedo
Leopoldo Salcedo (Cavite, 12 marzo 1912 – Pasig, 11 giugno 1998) è stato un attore e produttore cinematografico filippino.
Noto localmente come "Il grande profilo" (The Great Profile) e con una carriera cinematografica che si protrasse per oltre sessant'anni, si contraddistinse come uno dei più celebri attori della sua epoca. Esordì come attore di bodabil negli anni venti, mentre il suo primo ruolo da attore fu in qualità di comparsa per il film Sawing Palad (1934). Con la sua affermazione negli anni successivi, divenne una delle prime star del cinema filippino dalla carnagione scura, in un'industria ai tempi prevalentemente caratterizzata dalla presenza di attori meticci e dalla pelle chiara.

## Biografia
Salcedo nacque il 12 marzo 1912 nel quartiere di San Roque, Cavite. Nella sua adolescenza frequentò un seminario con l'obbiettivo di divenire un presbitero, ma lo abbandonò dopo un anno per dedicarsi ad altre aspirazioni. Alcuni anni dopo, nel 1929, si unì alla compagine di vaudeville di Lou Borromeo e decise di dedicare il proprio tempo alla recitazione.
Esordì nel mondo cinematografico nel 1934, come comparsa per la pellicola Sawing Palad di José Nepomuceno. Più tardi gli vennero assegnati i primi ruoli da protagonista e Salcedo decise così di firmare per la LVN, ai tempi appena creata. 
Tra le sue interpretazioni più famose di quel periodo ci fu quella del rivoluzionario Macario Sakay nel film Sakay (1939), prima produzione dell'esordiente Lamberto Avellana.